# Sinfonía n.º 3 (Beethoven)

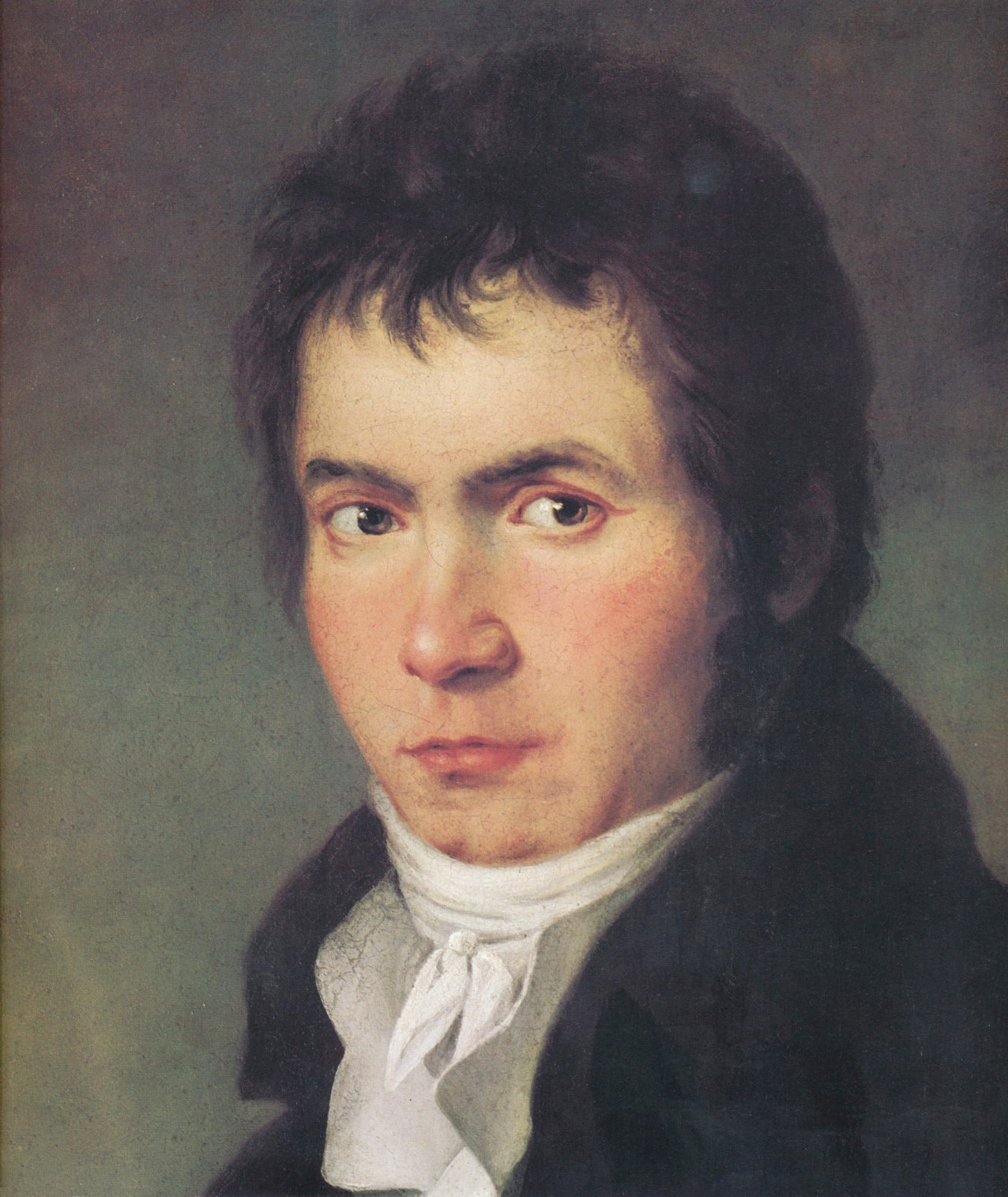
Beethoven en 1804.

La Sinfonía n.º 3 en mi bemol mayor, Op. 55, conocida como Eroica o Heroica en español, fue compuesta por Ludwig van Beethoven entre 1802 y 1803. Es la tercera de sus nueve sinfonías. La partitura está dedicada al príncipe Joseph Franz von Lobkowitz. Inicialmente Napoleón Bonaparte iba a ser el dedicatario, pero el compositor borró su nombre de la partitura cuando se enteró de que el militar y estadista se había autoproclamado emperador.

## Historia

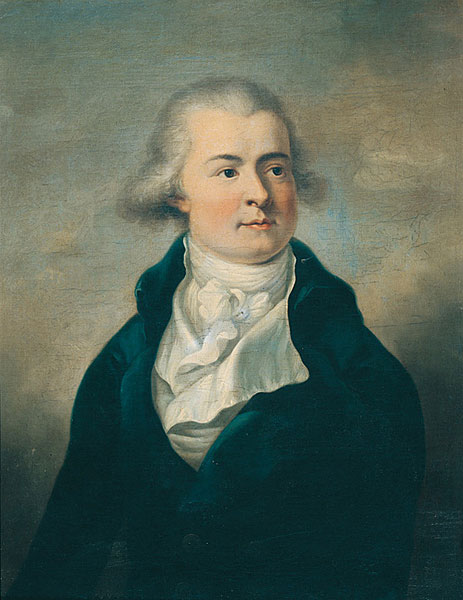
Príncipe Lobkowitz, dedicatario de la pieza.

### Composición
La composición de esta obra se planeó en otoño de 1802 en Heiligenstadt, se inició entre mayo y junio de 1803; y fue terminada quizás en otoño de 1803 o a principios de 1804. La mayor parte del trabajo se desarrolló en 1803, durante su estancia en Oberdöbling, sobre la colina ubicada junto a Heiligenstadt. Algunos de los primeros borradores datan del otoño de 1802, pero es posible que no fueran más que ideas iniciales incompletas. A principios de 1804 ya había introducido los últimos cambios, adiciones y adaptaciones.
El manuscrito autógrafo original no se conserva. En la biblioteca de la Gesellschaft der Musikfreunde (Sociedad de amigos de la música) de Viena se custodia una copia de la partitura con las notas y observaciones manuscritas de Beethoven, incluido el famoso tachado de la dedicatoria a Napoleón en la portada.

### Estreno y publicación

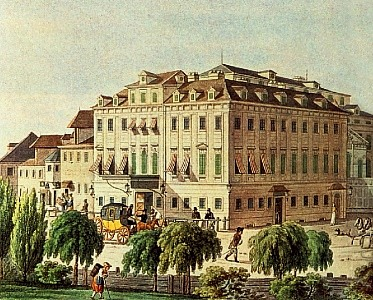
Theater an der Wien, lugar del estreno.

La primera interpretación de la sinfonía tuvo lugar a principios de la primavera de 1804 en un concierto privado organizado en la residencia vienesa del príncipe Lobkowitz, a quien finalmente fue dedicada la pieza. Un registro en el libro de cuentas del príncipe remitido por el Kapellmeister del príncipe, Anton Wranitzky, y fechado el 9 de junio de 1804 atestigua este evento. Dicha anotación evidencia que el príncipe contrató a veintidós músicos extra, incluida la tercera trompa necesaria para la Eroica, para dos ensayos de la obra. Los honorarios pagados a Beethoven por Lobkowitz habrían garantizado además otras interpretaciones privadas de la sinfonía ese verano en sus residencias de Bohemia, Eisenberg (Jezeří) y Raudnitz (Roudnice).
A principios de 1805 la sinfonía también se pudo escuchar en una serie de conciertos matinales de domingo presentado por los banqueros Würth y Fellner. Para esta ocasión el director de orquesta fue Franz Clement, que más tarde sería el primer solista del Concierto para violín de Beethoven.
El estreno público se celebró el 7 de abril de 1805 en el Theater an der Wien de Viena con el compositor a la batuta. En este mismo concierto también se estrenó la Sinfonía en mi bemol mayor de Anton Eberl, que acabó recibiendo mejores críticas que la de Beethoven. La Eroica fue la primera sinfonía de Beethoven que se interpretó en París, por parte de la Sociedad de Conciertos del Conservatorio en marzo de 1828, un año después del fallecimiento del compositor.

La dedicatoria de esta obra en principio iba a ser para Napoleón Bonaparte y así lo hizo constar en la portada de la partitura. Según Anton Schindler, biógrafo del compositor, la idea de crear una obra para celebrar al mayor héroe de la época le fue sugerida por el general francés Jean-Baptiste Bernadotte, embajador de Francia en Viena en 1798. Pero como Schindler no conoció a Beethoven hasta 1822, no pudo saber detalles de 1803 ni de épocas anteriores. Además, Bernadotte permaneció en Viena sólo dos meses en la primavera de 1798. Por lo tanto, cabe dudar de que el general tuviera algo que ver con Beethoven y la Eroica. Otras fuentes afirman que la sugerencia vino de Rodolphe Kreutzer, violinista al que dedicó la Sonata a Kreutzer.[cita requerida]

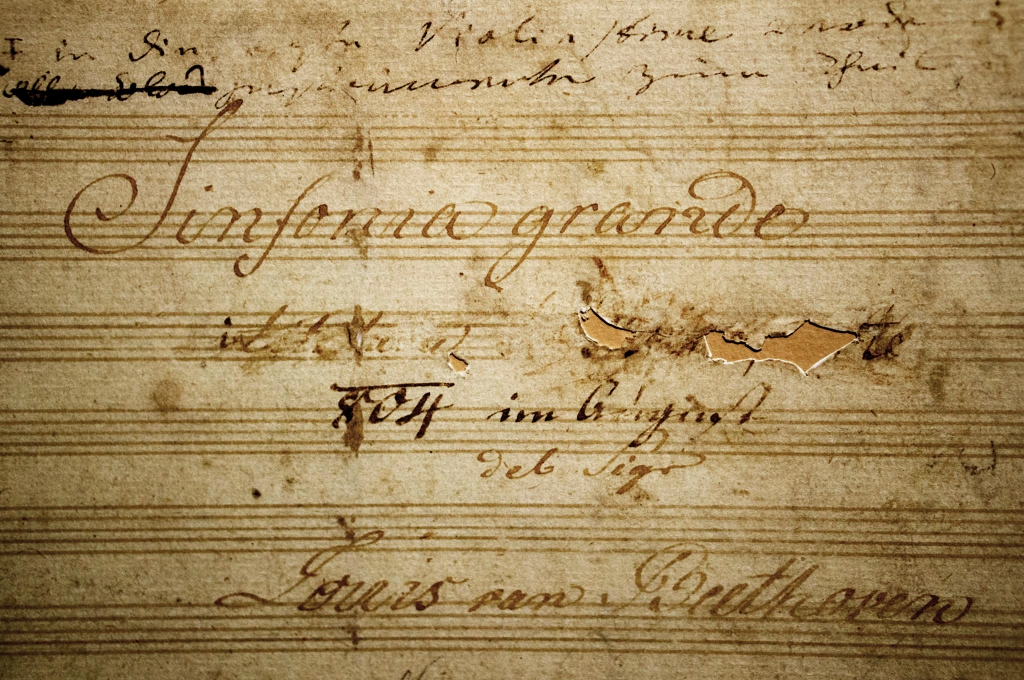
Portada de la partitura autógrafa de la Eroica con el agujero por haber borrado fuerte.

Beethoven admiraba los ideales de la Revolución francesa encarnados en la figura de Napoleón, pero cuando este se autocoronó emperador en mayo de 1804 el compositor se disgustó mucho. Según la anécdota más difundida de esta sinfonía el músico enfurecido supuestamente rompió la hoja y se quejó en voz alta de que Napoleón no era diferente de cualquier hombre corriente, ignorando los derechos humanos, siguiendo sus propias ambiciones y convirtiéndose en un tirano. Esta anécdota se apoya en parte en la portada de la copia de la sinfonía, donde un agujero en el papel sugiere un fuerte borrado, pero en ningún caso el compositor rompió la hoja entera.
La opinión de Beethoven sobre Napoleón era muy ambivalente y cambió a menudo a lo largo de su vida. Inicialmente fascinado e impresionado por los ideales y logros de Napoleón, su decepción ante la prepotencia y los objetivos imperiales de Napoleón, según relata Ferdinand Ries, está verificada históricamente. En agosto de 1804 comunicó a sus editores Breitkopf & Härtel de Leipzig que la sinfonía se llamaba en realidad "Bonaparte". La portada corrobora otro hecho: como título había escrito "Sinfonia grande intitolata Bonaparte" (Sinfonía grande titulada Bonaparte), luego debido a su decepción lo borró dejando un agujero y más tarde añadió "geschrieben auf Bonaparte" (escrita para Bonaparte) junto al agujero. Posteriormente, en la década de 1820, la opinión de Beethoven sobre Napoleón cambió a mejor. Pero ni siquiera entonces dedicó esta sinfonía a Bonaparte, pues ya la había adjudicado al príncipe Joseph Franz von Lobkowitz. El príncipe era un generoso mecenas de Beethoven y en agradecimiento el maestro le dedicó piezas como los Cuartetos de cuerda Op. 18 y Op. 74, las Sinfonías n.º 5 y n.º 6, el Triple concierto y el ciclo de canciones An die ferne Geliebte.
La primera publicación de las partes de la sinfonía fue llevada a cabo por la editorial Bureau d'Arts et d'Industrie en octubre de 1806 en Viena. Una primera edición publicada en 1806 de la Eroica se exhibe en el Palacio Lobkowicz de Praga. Esta primera edición consta de 18 partes y contiene correcciones realizadas por Beethoven. La partitura completa fue editada por Cianchettini & Sperati en marzo de 1809 en Londres. Esta primera edición londinense hace referencia a un héroe desconocido con el título «Sinfonia Eroica composta per celebrare la morte d'un Eroe» («Sinfonía heroica compuesta para homenajear la muerte de un héroe»). Más tarde rezaba «per festeggiare il sovvenire di un grand'uomo» («para festejar el recuerdo de un gran hombre»). Aparte de Napoleón, el príncipe Luis Fernando de Prusia, conocido de Beethoven, es considerado el otro candidato a ser el héroe referido. Luis Fernando era venerado como un héroe por sus contemporáneos y murió en una batalla contra las tropas francesas en 1806. Por último, Beethoven podría haber tenido en mente un héroe imaginario. También se ha dicho que Beethoven se refería a la memoria de la naturaleza de Napoleón, que una vez fue digna.[cita requerida] Fue el director de orquesta Arturo Toscanini quien lo puso todo en perspectiva: «Unos dicen Napoleón, otros Hitler, otros Mussolini; para mí es Allegro con brio».

## Instrumentación
La partitura está escrita para una orquesta formada por:
- Viento madera: 2 flautas, 2 oboes, 2 clarinetes en si bemol, 2 fagotes.
- Viento metal: 3 trompas (la primera en mi bemol, do y fa; la segunda en mi bemol y do; y la tercera en mi bemol), 2 trompetas en mi bemol y en do.
- Percusión: 2 timbales (afinados en mi bemol y en si bemol para los movimientos I, III y IV; y en do y en sol para el movimiento II).
- Cuerda: una sección de cuerdas con violines I y II, violas, violonchelos y contrabajos.

## Estructura y análisis
La sinfonía consta de cuatro movimientos:
- I. Allegro con brio, en mi bemol mayor 3
4
- II. Marcia funebre. Adagio assai, en do menor 2
4
- III. Scherzo. Allegro, en mi bemol mayor 3
4
- IV. Finale. Allegro molto, en mi bemol mayor 2
4

La interpretación de esta obra dura aproximadamente 45 minutos. Ninguna obra sinfónica de Haydn o Mozart alcanza la duración de esta de casi una hora con las repeticiones anotadas. En el primer movimiento al final de la exposición (de unos tres minutos), Beethoven indica una repetición que solía ser omitida hasta el final de los años 50, pero en la actualidad generalmente es interpretada. Es una obra considerada por muchos el amanecer del romanticismo musical, puesto que rompe varios esquemas de la tradicional sinfonía clásica. Se ha llegado incluso a hablar de un "segundo estilo", aun cuando la Sinfonía n.º 4 sería parcialmente dependiente del "primer estilo". 

### I.Allegro con brio
El primer movimiento, Allegro con brio, está escrito en la tonalidad de mi bemol mayor, en compás de 3/4 y sigue la forma sonata. Arranca con dos contundentes acordes de tónica en forte de toda la orquesta que establecen el tono, el tempo y el carácter de la pieza. Sin más dilación se escucha el amplio primer tema, que es una melodía construida sobre las notas del acorde de tónica tocada por los violonchelos. Le siguen los violines primeros con unas agitadas síncopas que sugieren la posibilidad de conflicto. En el desarrollo utiliza un contrapunto de densidad creciente que aporta agitación. Beethoven se anticipa aquí lo que luego Bruckner haría con frecuencia: a los dos temas tradicionales de la forma sonata añade un tercero. De este movimiento fue revolucionaria su gran extensión, de 691 compases más una repetición de la exposición de 151 compases. No menos revolucionario fue el estridente do sostenido incluido al final del tema principal en mi bemol mayor: de hecho, es un arpegio en mi bemol. No es hasta la recapitulación cuando ese do sostenido se convierte en re bemol enarmónicamente. Este movimiento marca el verdadero comienzo de las conexiones armónicas de largo alcance exploradas durante la era romántica; es heroico principalmente por la vastedad de su alcance.
Tema principal del primer movimiento.

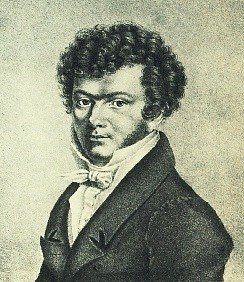
Ferdinand Ries, alumno y colaborador de Beethoven.

Un momento particularmente sublime ocurre en el primer movimiento justo antes de la reexposición, cuando una trompa sola se «adelanta» entrando con el tema principal, en una leve disonancia con respecto al resto de los instrumentos, cuatro compases antes de la «verdadera» entrada. Ferdinand Ries, discípulo de Beethoven, reseñó entonces:

«El estreno de la sinfonía fue terrible, pero el trompista hizo bien lo que tenía que hacer. Yo estaba sentado cerca a Beethoven y, creyendo que había entrado mal, le dije: “¡Condenado trompista! ¿Acaso no sabéis contar? Esto suena espantosamente mal”. Pensé que mis oídos se iban a desencajar. Beethoven no me lo perdonó durante mucho tiempo.»

### II.Marcia funebre. Adagio assai
El segundo movimiento, Marcia funebre. Adagio assai, está en la tonalidad relativa de do menor y en compás de 2/4. Adopta una forma ternaria (ABA) que era típica de las marchas fúnebres del siglo XVIII, aunque "larga y ampliamente desarrollada" y en la que el tema principal tiene las funciones de un estribillo como en la forma rondó. Es la marcha fúnebre del héroe. Empieza pianissimo y sotto voce en las cuerdas pero el instrumento que lleva la carga dramática y es apropiado para el duelo es el oboe. Su primer solo va acompañado por una figuración simbólica de tambor en las cuerdas. Un movimiento lento de "marcha fúnebre" no era nada revolucionario en aquella época, pero su extensión y estructura no tenían precedentes, al igual que su gama de emociones, desde el dolor más absoluto hasta el consuelo en do mayor. La tonalidad elegida es enormemente significativa en la música de Beethoven y se encuentra también en la Sinfonía n.º 5 y en la Obertura Coriolano. 

### III.Scherzo. Allegro
El tercer movimiento, Scherzo. Allegro, vuelve a la tonalidad inicial y el compás es 3/4. Se trata de un agitado scherzo cuyo trío incluye toques de trompa que luego se harían casi típicos en las sinfonías románticas alemanas. La virtuosística música de "caza" del trío pudo haber sorprendido al primer público de la Eroica tras la tragedia funeraria a una escala sin precedentes, a pesar de que la música de caza en aquella época era incluso más modesta que las marchas fúnebres. Sin embargo, la utilizó para algo más que la mera sorpresa en medio de un scherzo precipitado y a veces estridente. Psicológicamente, necesitaba sol después de tanta música seria y solemne. Beethoven con sus scherzos desterró los minuetos y Ländlers de los terceros movimientos que no volvieron a aparecer hasta las sinfonías de Bruckner y Mahler. El scherzo a su regreso presenta violentos giros métricos. La coda es breve pero poderosa.

### IV.Finale. Allegro molto
El cuarto y último movimiento, Allegro molto, también retoma la tonalidad inicial y el compás es 2/4. La obra se completa con un vibrante Finale, cuya estructura combina la forma sonata con diez variaciones que incluyen además una fuga. Tras una breve introducción en tutti que comienza con el acorde de mediante que transiciona al acorde de séptima de dominante, aparece por primera vez el tema tranquilo en mi bemol mayor que luego es sometido a una serie de diez variaciones: 
- Variación 1, en mi bemol mayor: repite el tema en "arco" mientras se introduce un nuevo acompañamiento.
- Variación 2, en mi bemol mayor: La siguiente variación, que contiene un nuevo acompañamiento formado por grupos de valoración especial.
- Variación 3, en mi bemol mayor: Se introduce una nueva melodía mientras el tema sigue sonando en el bajo. Un breve pasaje de transición conduce a la siguiente.

Tercera variación del tema del Finale.
- Variación 4, en do menor: es una fuga que empieza de forma tranquila y con suspense en las cuerdas mientras va creciendo hasta alcanzar un clímax dramático y urgente. (Véase Beethoven y do menor.)
- Variación 5, en re mayor: Esta juguetona variación incluye una declaración del tema en la que los instrumentos graves tocan la primera cláusula de la primera mitad en modo menor, antes de corregirse y pasar al mayor para la segunda cláusula. También incluye dos virtuosísticos pasajes solistas para la flauta que acompañan a la línea melódica.
- Variación 6, en sol menor: Es tormentosa y furiosa, recuerda a una danza de estilo romaní.
- Variación 7, en do mayor: Está incompleta, comienza con una simple reexposición de la primera mitad del tema en do mayor, antes de un cambio casi inmediato al modo menor para llevar la pieza a su final:
- Variación 8, en mi bemol mayor: Otra fuga, ahora es brillante y enérgica, ya que esta vez está en la tónica en lugar del modo menor. Se construye hasta un clímax de nuevo; la orquesta hace una pausa en la dominante de la tonalidad de origen, y el tema se desarrolla aún más en:
- Variación 9, en mi bemol mayor: En este punto, el tempo se ralentiza a Poco Andante, y la pieza se vuelve más serena y tranquila. El tema, presentado primero por un oboe y luego por las cuerdas, es aquí contemplativo y melancólico, aportando una mayor sensación de profundidad a lo escuchado anteriormente. Durante la segunda mitad, se introduce otro acompañamiento de tresillos en las cuerdas más agudas, mientras que las melodías, interpretadas por las maderas, se componen de semicorcheas y corcheas sincopadas.
- Variación 10, en mi bemol mayor: La variación final, que es cuando se escucha la "imagen completa" de La Eroica. Los triunfantes y heroicos punteos se escuchan constantemente en el tutti, con el acompañamiento de tresillos de la variación anterior aún presente, mientras la melodía de la tercera variación, ahora victoriosa y energizada, se escucha en los metales.

Sus detractores calificaron el movimiento como falto de inspiración. Pero este argumento ignora, no sólo lo que precedió históricamente a la Eroica -las Variaciones Goldberg de Bach, por ejemplo-, sino también el ennoblecimiento de la forma por parte del propio Beethoven. El segundo tema legato para las variaciones es el mismo que el compositor utilizó en diversas ocasiones: en su ballet Las criaturas de Prometeo (1801), en la Contradanza n.º 7 WoO 14 (1802) y en las Variaciones para piano Op. 35 (1802) que por esa razón se conocen como Variaciones Heroica. Una maravilla inagotable es la viabilidad de este tema después de tanto uso. El abanico de invenciones de Beethoven en el Finale sinfónico de 1804 –de la himnodia al humor, de la fuga a la danza, culminando en una coda Presto– liberó con éxito al oyente del dramatismo apasionante, incluso chocante, que había acechado a sus primeros y segundos movimientos.

## Recepción de la obra
El primer documento crítico sobre la Eroica es aparentemente un comentario de Carl August Griesinger, que era el biógrafo de Haydn. Tras una interpretación semi-pública a finales de 1804 escribió al editor Härtel, comparando la nueva sinfonía con un poema de grandes proporciones en los siguientes términos: "¡Aquí hay más que Haydn y Mozart, aquí la sinfonía-poema (Simphonie-Dichtung) es llevada a una plataforma más elevada!" Para el círculo de amigos del compositor era evidentemente una obra maestra. Pero este entusiamo no fue la tónica general en la acogida de la sinfonía, al menos al principio. Carl Czerny informó a Otto Jahn que en la interpretación del estreno alguien desde la galería gritó: "Daré otro kreuzer si la cosa se detiene."
La obra fue calificada de "pesada, interminable y deshilvanada". Los críticos más conservadores probablemente se sintieron decepcionados por la escasez de frases equilibradas y periódicas típicas del Clasicismo. Por esta razón se consideró inferior a otras obras suyas como el célebre Septeto, Op. 20. La Eroica combinaba elementos "heterogéneos" y por ello resultaba "inusual y fantástica" en lugar de "bella y sublime", que era lo que se esperaba de ella. El periódico Allgemeine musikalische Zeitung de 13 de febrero de 1805 recogía esta reseña:

«Este crítico pertenece a los más sinceros admiradores del Sr. van Beethoven, pero en esta composición debe confesar que encuentra demasiadas cosas chocantes y extravagantes, que entorpecen en gran medida la comprensión del conjunto, y se pierde casi por completo el sentido de la unidad.»

Otros críticos también lamentaron la desmesurada duración de la sinfonía, que en sus palabras resultaba insufrible para el simple melómano. En el Allgemeine musikalische Zeitung exageraron la duración asegurando que "había durado una hora entera". La reacción de Beethoven a las críticas está documentada en una carta enviada a los editores Breitkopf & Härtel el 5 de julio de 1806 y en ella el compositor muestra un temperamento un tanto infantil y vulnerable:

«He oído que en el Musikalische Zeitung alguien ha arremetido violentamente contra la sinfonía que les envié el año pasado y que me devolvieron. No he leído el artículo. Si creen que pueden perjudicarme publicando artículos de ese tipo, están muy equivocados. Por el contrario, con ello no hacen más que desacreditar su revista, tanto más porque no he ocultado en absoluto el hecho de que me devolvieron esa sinfonía en particular junto con otras composiciones.»

Tras un breve periodo de familiarización con la pieza los críticos suavizaron sus juicios. De hecho, a partir de 1805 las reacciones negativas a la Eroica son escasas y en 1807 tanto expertos como aficionados reconocen favorablemente la obra.

## Influencia y legado
La obra es un hito en la historia de la música. Para empezar es el doble de larga que las sinfonías de Joseph Haydn y Wolfgang Amadeus Mozart - el primer movimiento es casi tan largo como una sinfonía del Clasicismo (con la repetición de la exposición). Desde el punto de vista temático, abarca un terreno más emocional que las primeras sinfonías de Beethoven, y marca así un hito clave en la transición entre el Clasicismo y el Romanticismo que definiría la música artística occidental en las primeras décadas del siglo XIX. El segundo movimiento muestra especialmente una gran gama emocional, desde la miseria del tema de la marcha fúnebre hasta el relativo consuelo de episodios más alegres en tono mayor. El finale muestra una paleta emocional similar, y se le concede una trascendencia temática inaudita hasta entonces. En sinfonías anteriores, el finale era una conclusión rápida y ligera, mientras que en esta obra es un largo conjunto de variaciones y una fuga.
Para Michael Steinberg, en esta sinfonía el compositor logra mover el centro de gravedad del primer al último movimiento o al menos lo intenta. Este movimiento no es solo un cierre sino una culminación y un lugar de resolución para una gran gama de tensiones y cuestiones acumuladas. Esta innovación estructural a la vez que psicológica es algo que ya había intentado en su Sinfonía n.º 2 y será desarrollada más a fondo en sus Sinfonías n.º 5 y n.º 9. Mozart con su última Sinfonía Júpiter había vislumbrado las posibilidades de este cambio. Se convertirá en rasgo esencial del diseño sinfónico en la mayoría de sus sucesores desde Schubert hasta Shostakóvich.
La influencia de esta pieza se puede ver en las obras y comentarios de algunos autores como los siguientes:
- Hector Berlioz comenta el uso que hace Beethoven de la trompa y el oboe en esta sinfonía en su Gran Tratado de Instrumentación y Orquestación modernas (1844, 1855).[15]
- J. W. N. Sullivan dijo que el primer movimiento expresa el coraje de Beethoven al enfrentarse a la sordera; el segundo movimiento, lento y lúgubre, comunica su desesperación; el tercer movimiento, el scherzo, es un "indomable surgimiento de energía creativa"; y el cuarto movimiento es un exuberante derroche de energía...[16]
- Richard Strauss presenta temas similares a la marcha fúnebre, en Metamorphosen, estudio para 23 cuerdas solistas (1945). Algunos académicos afirman que el subtítulo "In Memoriam" se refiere a Beethoven.[17]
- Leonard Bernstein dijo que los dos primeros movimientos son "quizá los dos mejores movimientos de toda la música sinfónica", en la grabación Eroica (1953) y el libro The Infinite Variety of Music (La infinita variedad de la música) (1966).[14][18]
- Gareth Jenkins dijo que Beethoven estaba "haciendo por la música lo que Napoleón estaba haciendo por la sociedad: poner patas arriba la tradición" y encarnaba el "sentido del potencial humano y la libertad" de la Revolución francesa, en Beethoven's Cry of Freedom (2003).[19]
- BBC Music Magazine la calificó como la mejor sinfonía, basándose en una encuesta realizada a 151 directores de orquesta en 2016.[20]

## En la cultura popular
- En 2003 se estrenó Eroica, una película basada en parte en los recuerdos de Ferdinand Ries sobre el estreno de la sinfonía en 1804.[21]

### Uso como música fúnebre
El segundo movimiento, y a veces la sinfonía completa, se ha interpretado como marcha fúnebre en ocasiones fúnebres, entre las que destacan:
- En 1847 el funeral del compositor alemán Felix Mendelssohn.[22]
- En 1944 el funeral del mariscal de campo alemán Erwin Rommel.[23]
- En 1945 Serge Koussevitzky la dirigió en el memorial del presidente estadounidense Franklin D. Roosevelt.[24]
- En 1963 para llorar la muerte del presidente John F. Kennedy.[25]
- En 1972 en el servicio memorial de los 11 atletas israelíes asesinados en la masacre terrorista durante los Juegos Olímpicos de Múnich.[26]
- En 1957 Bruno Walter interpretó la sinfonía completa en un concierto en memoria del director Arturo Toscanini.[27]
- En 2022 fue una de las tres marchas fúnebres escuchadas durante el cortejo de la reina Isabel II de Inglaterra.